# The Transsexual Empire

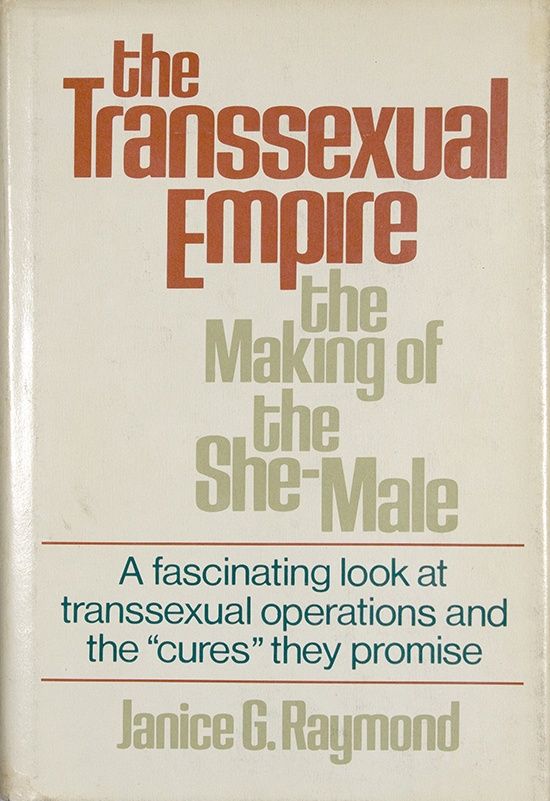
Couverture de la première édition.

The Transsexual Empire: The Making of The She-Male est un essai publié en 1979 par la féministe radicale américaine Janice Raymond, au sujet de la transidentité. Le livre est dérivé de la thèse de Raymond, produite sous la supervision de la féministe théologienne Mary Daly.

## Résumé
Dans son ouvrage, Janice Raymond se veut examinatrice du rôle de la transidentité dans la société — en particulier selon des approches psychologiques et chirurgicales — et fait valoir que la transidentité renforcerait les stéréotypes de genre traditionnels. Raymond écrit aussi sur la manière dont le complexe médico-psychiatrique médicaliserait l'identité de genre, ainsi que la façon dont le contexte social et politique auraient permis d'instaurer le traitement médical et chirurgical comme normal et thérapeutique.
Raymond maintient que la transidentité serait basée sur des « mythes patriarcaux », de « maternage des hommes » et « de fabrication de la femme selon l'image de l'homme ». Elle dit que ce serait fait dans le but de « coloniser l'identification féministe, la culture, la politique et la sexualité », ajoutant : « Tous les transsexuels violent le corps des femmes en réduisant la vraie forme féminine à un artefact, s'appropriant ce corps pour eux-mêmes... Les transsexuels contournent simplement les manières les plus évidentes de violer les femmes, d'une façon qui semble non-invasive. »

## Réception
Les opinions de Raymond sur la transidentité ont été critiquées par de nombreuses communautés LGBTI+ et féministes libérales, comme étant extrêmement transphobes, et constituant un discours haineux envers les personnes transgenres,,,.
Dans The Transsexual Empire, Raymond inclus des parties concernant Sandy Stone, une femme trans qui avait travaillé comme ingénieure du son pour Olivia Records et Christy Barsky, et l'accuse de créer des dissensions chez les femmes. Ces écrits ont été fortement dénoncés comme étant des attaques personnelles envers ces personnes.
Dans The Transgender Studies Reader, Carol Riddell fait valoir que le livre « n'a pas inventé le préjugé anti-transsexuel, mais il l'a plus justifié et perpétué que tout autre livre jamais écrit ».